# 王一平 (1914年)
王一平（1914年—2007年），山东荣成人，中国人民解放军将领、中华人民共和国政治人物。

## 生平
1932年，王一平加入八路军山东纵队，历任四支队指导员、四团政治处主任、八路军山东纵队政治部组织科科长、第一支队政治部主任、泰山军分区政委、沂蒙军分区政委兼地委书记等。之后担任八路军山东军区第四师政委，鲁中军区前方政治部主任，华东野战军八纵政治部主任、副政委、政委，第三野战军第26军政委。中华人民共和国成立后，历任第22军政委、第三野战军第八兵团政治部主任。1952年起，历任上海市组织部部长、中国科学院上海办事处主任、上海社会科学界联合会副主席、上海博物馆馆长直至上海市书记。在文化大革命中遭受迫害，1977年起，担任上海市委书记、副市长以及上海市政协主席。2007年去世。